# Ŋ

엥(Eng, Ŋ ŋ)은 로마자의 하나로, 국제 음성 기호나 일부 언어에서 연구개 비음을 나타내는 글자로 사용한다.

## 같이 보기
- G
- N
- M
- Η